# 石川重政
石川 重政（いしかわ しげまさ）は、戦国時代の武将。徳川家康の家臣。

## 生涯
三河石川氏の傍流といい、父は松平清康・広忠に仕えた。幼少期に殺人を犯して流浪したが、後に徳川家康に再度召し抱えられる。家康の三河平定戦で転戦し、永禄6年（1563年）三河一向一揆の蜂起では改宗して家康に味方し、翌年の針崎一揆との戦いで奮戦して重傷を負った。永禄11年（1568年）井伊谷城攻撃の際には先鋒として活躍。以後も遠江平定戦に転戦した。